# ASML Holding
ASML Holding NV (amb acrònim ASML que originalment significa "Advanced Semiconductor Materials Lithography", litografia avançada de materials semiconductors) és una corporació multinacional holandesa fundada el 1984 i especialitzada en el desenvolupament i la fabricació de sistemes de fotolitografia, utilitzats per a produir xips d'ordinador. Actualment és el major proveïdor de sistemes de fotolitografia principalment per a la indústria de semiconductors i l'únic proveïdor de màquines de fotolitografia de litografia ultraviolada extrema (EUV) al món. ASML dona feina a més de 31.000 persones de 120 nacionalitats, compta amb una àmplia xarxa de més de 4.600 proveïdors de nivell 1 i té oficines als Països Baixos, Estats Units, Bèlgica, França, Alemanya, Irlanda, Israel, Itàlia, Regne Unit, Xina., Hong Kong, Japó, Malàisia, Singapur, Corea del Sud i Taiwan.
Les màquines de fotolitografia fabricades per ASML s'utilitzen en la producció de xips d'ordinador. En aquestes màquines, els patrons s'imprimeixen òpticament en una oblia de silici que es cobreix amb una pel·lícula de material sensible a la llum (resina fotosensible). Aquest procediment es repeteix desenes de vegades en una sola hòstia. A continuació, la fotoresistència es processa més per a crear els circuits electrònics reals al silici. La imatge òptica amb què tracten les màquines d'ASML s'utilitza en la fabricació de gairebé tots els circuits integrats, i a partir de 2010, ASML té el 67 per cent de les vendes mundials de màquines de litografia, amb la competència formada per Ultratech, Canon i Nikon.